# Luma longidentalis
Luma longidentalis là một loài bướm đêm trong họ Crambidae.